# Ramon Gener Sala
Ramon Gener Sala   (Barcelona, 1967) és un músic, humanista i escriptor. Llicenciat en Humanitats i Ciències Empresarials, es va formar en piano i cant. Després d'alguns anys de treball com a baríton va deixar el cant i va iniciar la seva etapa com a divulgador musical i artístic. L'any 2011 va conduir el programa de televisió Òpera en texans. Més tard va dirigir i conduir This is Opera (2015), This is art (2017 i 2018) i 200. Una noche en El Prado (2019). El 2023 presentà Això no és una cançó per a TV3.

## Biografia
Fill de pare i mare de Cardona, va néixer a Barcelona. Des de petit escoltava òpera i música clàssica a casa seva gràcies a la seva mare. Va començar a estudiar música amb 6 anys al Conservatori del Liceu de Barcelona, on va estudiar piano fins als 11. Després d'un parèntesi durant l'adolescència, amb 18 anys va reprendre els estudis de piano amb Anna Maria Albors, es va plantejar la possibilitat de cantar òpera i va començar a estudiar cant sota la supervisió de Victòria dels Àngels. Va completar els estudis de veu a Varsòvia amb el baríton Jerzy Artysz i a Barcelona amb el tenor Eduard Giménez.
Va debutar com a cantant al Palau de la Música Catalana en el paper de protagonista a l'òpera Noye's Fludd, de Benjamin Britten. A partir de llavors va treballar com a baríton en oratoris com el Rèquiem de Fauré, l'Stabat Mater de Franz Schubert o el Magnificat de Bach i en òperes com Le nozze di Figaro (Almaviva), L'elisir d'amore (Belcore), Il barbiere di Siviglia (Figaro), Carmen (Dancaire), Die Fledermaus (Eisenstein), Così fan tutte (Guglielmo) o La flauta màgica (Sprecher). La temporada 1999-2000 va debutar al Gran Teatre del Liceu amb Sly, ovvero La leggenda del dormiente risvegliato, d'Ermanno Wolf-Ferrari. La temporada 2000-2001 va tornar-hi per cantar a l'òpera Billy Budd, de Benjamin Brittten.
Més tard va deixar el cant, però va continuar vinculat al món de la música donant cursos i conferències sobre història de la música i òpera. El ressò d'aquestes conferències el va portar fins al món de la televisió i la ràdio.
A la ràdio treballa com a col·laborador en els programes Versió Rac1 i De Pe a Pa (en castellà), de RNE. També ha treballat dues temporades en el programa Hoy por hoy (en castellà), de la Cadena SER.
L'any 2011 va estrenar al Canal 33 de Televisió de Catalunya el programa divulgatiu Òpera en texans, en què s'explicava i analitzava l'òpera de manera informal. El programa, que va estar en antena durant tres temporades, va ser guardonat, el mateix any, en la XVII edició dels Premis Zapping, atorgats per Teleespectadors Associats de Catalunya (TAC) a la categoria de millor programa divulgatiu/cultural/documental.
L'any 2014, Gener va publicar en català Si Beethoven pogués escoltar-me, un llibre ple de sentit de l'humor, passió i molta música en què, com a músic apassionat de la vida que és, comparteix històries, anècdotes curioses i pinzellades biogràfiques dels millors compositors dels segles xviii i xix barrejades amb les seves pròpies experiències personals. Un any més tard, el llibre es va publicar en castellà, i el 2017, en portuguès.
El 2015 va dirigir i conduir el programa This is Opera, una producció internacional (Brutal Media, RTVE i Unitel Classica) de trenta capítols gravada en castellà i en anglès en què Ramon Gener exerceix de mestre de cerimònies, expert, pianista i animador. A Espanya es va emetre a La 2 de RTVE. El programa també s'ha emès a Alemanya, Àustria i Suïssa (Servus TV), Itàlia (RAI5), Portugal (RTP2), Letònia (LTV i Lattelecom), Austràlia (Foxtel Arts) Mèxic (Canal 22 i Film & Arts), Colòmbia, Xile i Argentina (Film & Arts), Corea del Sud (NATV), Mongòlia (MNB) i Singapur (Channel 5). El programa va ser guardonat en la XXI edició dels Premis Zapping com a millor espai divulgatiu, cultural i documental, i Ramon Gener va obtenir el premi al millor presentador.
L'any 2016 va publicar en català i castellà el seu segon llibre, L'amor et farà immortal, en què l'autor viatja pel temps i per l'espai de la mà de les Moires, les deesses gregues del destí. En aquest viatge, l'autor coneix algunes personalitats del món de la música per entendre el dol provocat per la mort del seu pare propi per culpa de la malaltia d'Alzheimer
Els anys 2017 i 2018, Gener va dirigir i presentar el programa This is Art, una coproducció (Brutal Media, TV3 i Movistar) de vint-i-quatre capítols gravada en català, castellà i anglès en què fa un viatge per la història de l'art a través de les emocions humanes. A més de Catalunya i la resta d'Espanya, el programa s'ha emès a Itàlia (RAI5), Portugal (RTP2), els països de la regió MENA (Al-Jazeera), Croàcia (HRT), Grècia, Hong Kong, Mèxic (Canal 22) i Nova Zelanda, i s'ha convertit en la sèrie documental en català més venuda. This is Art va ser guardonat en la XXIII edició dels Premis Zapping com a millor programa divulgatiu, cultural i documental.
L'any 2019 va dirigir i presentar el programa 200. Una noche en El Prado, una minisèrie de quatre capítols produïda per RTVE per commemorar el bicentenari del Museu del Prado de Madrid.
Més tard, el 2023, presentà el programa de TV3 Això no és una cançó, on feia de mestre per a una classe d'estudiants i analitzaven cançons molt conegudes.

## Publicacions
- 2014: Si Beethoven pogués escoltar-me. Editorial Ara Llibres[15]
- 2015: Si Beethoven pudiera escucharme (en castellà). Editorial Now Books[16]
- 2016: L'amor et farà immortal. Editorial Ara llibres[17]
- 2016: El amor te hará inmortal (en castellà). Editorial Plaza & Janés[18]
- 2017: Se Beethoven pudesse ouvir-me (en portuguès). Editorial Objetiva.
- 2020: Beethoven: un músic sobre un mar de núvols. Random Comics. Il·lustrat per Fernando Vicente.[19]
- 2020: Beethoven: un músico sobre un mar de nubes. Random Comics[20]
- 2024: Història d'un piano. Columna
- En la seva faceta literària, està representat per l'agent Teresa Pintó de l'Agència Literària Carmen Balcells.

## Programes de Televisió
- Òpera en texans (2011, 2012, 2013). Conductor. Una producció de Brutal Media per a Televisió de Catalunya.
- This is Opera (2015). Conductor i director. Una producció de Brutal Media, RTVE i Unitel Classica.
- This is Art (2017, 2018). Conductor i director. Una producció de Brutal Media, Televisió de Catalunya i Movistar+
- 200. Una noche en El Prado (2019). Conductor i director. Una producció de Brutal Media per a RTVE.
- Això no és una cançó (2023). Conductor. Una producció de Brutal Media per a Televisió de Catalunya.

## Premis i reconeixements
- 2024 - Premi de les Lletres Catalanes Ramon Llull, per la novel·la Història d'un piano[21]